# Rio (듀란 듀란의 음반)
| 전문가 평가               | 전문가 평가 |
| 평가 점수                 | 평가 점수   |
| 출처                      | 점수        |
| ------------------------- | ----------- |
| The Philadelphia Inquirer | [ 2 ]       |
| Record Mirror             | [ 3 ]       |
| Smash Hits                | 5½/10       |
| The Village Voice         | C−          |

《Rio》는 1982년 5월 10일 EMI를 통해 발매된 영국의 팝 록 밴드 듀란 듀란의 두 번째 스튜디오 음반이다. 콜린 서스턴이 프로듀싱한 이 밴드는 1982년 1월부터 3월까지 런던의 AIR 스튜디오에서 음반을 녹음하기 전에 대부분의 자료를 작사하고 데모했다. 이 밴드는 비브라폰과 마림바부터 담배에 불이 붙고 얼음이 깨지는 소리까지 데뷔 음반에 비해 더 많은 실험을 활용했다. 앤디 해밀턴은 〈Rio〉에서 색소폰 솔로를 연주했다.

## 배경
디스코와 펑크와 같은 음악적 요소가 가미된 신스팝, 뉴 웨이브와 팝 록 음반인 《Rio》는 대부분 빠르고 낙관적인 숫자들로 구성되어 있으며, 몇몇 느린 합성가 기반의 발라드들도 있다. 리드 보컬리스트인 사이먼 르 봉의 가사는 꿈을 쫓는 것부터 사랑의 흥미를 추구하는 것까지 주제들을 다룬다. 베이시스트 존 테일러는 이 제목을 구상했는데, 밴드는 이 음반의 낙관적이고 이국적인 음색을 표현한다고 느꼈다. 패트릭 나젤이 그림을 그리고 맬컴 가렛이 1950년대 시가 포장과 비슷하게 디자인한 커버 아트는 역사상 가장 위대한 음반 중 하나로 여겨진다.
듀란 듀란은 음반의 많은 트랙의 뮤직 비디오를 찍었고, 이 모든 것은 1980년대 MTV 혁명을 주도하는 데 도움이 되었다. 전 세계적으로 히트한 세 개의 싱글과 함께, 《Rio》는 영국에서 2위로 정점을 찍었고 110주 동안 차트에 머물렀다. 미국에서 처음에 성공하지 못했던 이 음반은 그 당시 미국 라디오와 더 잘 어울리기 위해 캐피틀 레코드에 의해 리믹스 되었고, 리믹스 된 음반은 빌보드 200 차트에서 129주를 보내며 6위에 올랐다. 이 밴드는 1982년 후반 내내 미국과 유럽을 순회했다.

## 곡 목록
모든 곡들은 사이먼 르 봉, 앤디 테일러, 존 테일러, 로저 테일러 그리고 닉 로즈에 의해 작사/작곡하였다.
| #  | 제목                         | 재생 시간 |
| -- | ---------------------------- | --------- |
| 1. | 〈Rio〉                      | 5:33      |
| 2. | 〈My Own Way〉               | 4:51      |
| 3. | 〈Lonely in Your Nightmare〉 | 3:50      |
| 4. | 〈Hungry Like the Wolf〉     | 3:41      |
| 5. | 〈Hold Back the Rain〉       | 3:59      |

| #  | 제목                            | 재생 시간 |
| -- | ------------------------------- | --------- |
| 6. | 〈New Religion〉                | 5:31      |
| 7. | 〈Last Chance on the Stairway〉 | 4:21      |
| 8. | 〈Save a Prayer〉               | 5:33      |
| 9. | 〈The Chauffeur〉               | 5:10      |

## 인증
| 국가                       | 인증        | 판매량/출하량 |
| -------------------------- | ----------- | ------------- |
| 오스트레일리아 (ARIA)      | 플래티넘    | 50,000^       |
| 캐나다 (뮤직 캐나다)       | 2× 플래티넘 | 200,000^      |
| 핀란드 (Musiikkituottajat) | 골드        | 30,316        |
| 뉴질랜드 (RMNZ)            | 플래티넘    | 15,000^       |
| 영국 (BPI)                 | 플래티넘    | 300,000^      |
| 미국 (RIAA)                | 2× 플래티넘 | 2,000,000^    |
| ^출하량을 기반으로 한 인증 |             |               |